# استفان لیور
استفان لیور (انگلیسی: Stéphane Lièvre؛ زادهٔ ۳ اکتبر ۱۹۷۲) بازیکن فوتبال اهل فرانسه است.
از باشگاه‌هایی که در آن بازی کرده‌است می‌توان به باشگاه فوتبال نانت، باشگاه فوتبال کان، و باشگاه فوتبال تولوز اشاره کرد.